# Głubczyce
Głubczyce [gwupˈʧɨʦɛ] (deutsch Leobschütz, tschechisch Hlubčice, schlesisch Lischwitz, schlonsakisch Gubczýcé) ist eine Stadt in der Stadt- und Landgemeinde Głubczyce mit etwas mehr als 22.700 Einwohnern im Powiat Głubczycki der Woiwodschaft Opole in Polen.

## Geographie
Głubczyce liegt im Südwesten von Oberschlesien, rund 50 Kilometer südlich von Opole (Oppeln) und fünf Kilometer östlich der Grenze zu Tschechien an der  Psina (Zinna), einem linker Zufluss der Oder.
Nachbarorte sind im Osten Grobniki (Gröbnig), im Südwesten Nowy Rożnów (Neu Roznow) und Nowe Gołuszowice (Neu Kreuzendorf), im Westen Gołuszowice (Kreuzendorf) und Gadzowice (Schmeisdorf) und im Norden Głubczyce-Sady.

## Geschichte

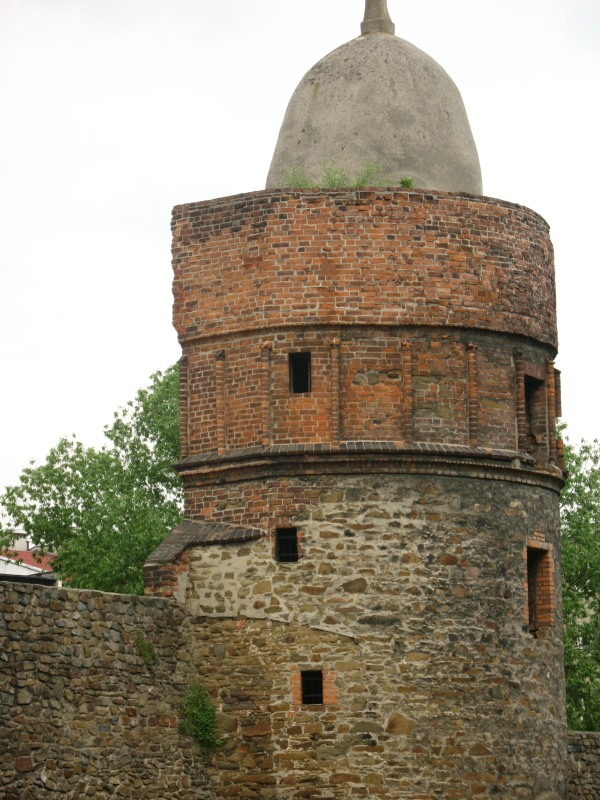
Wehrturm der mittelalterlichen Stadtbefestigung

### Mittelalter und beginnende Neuzeit

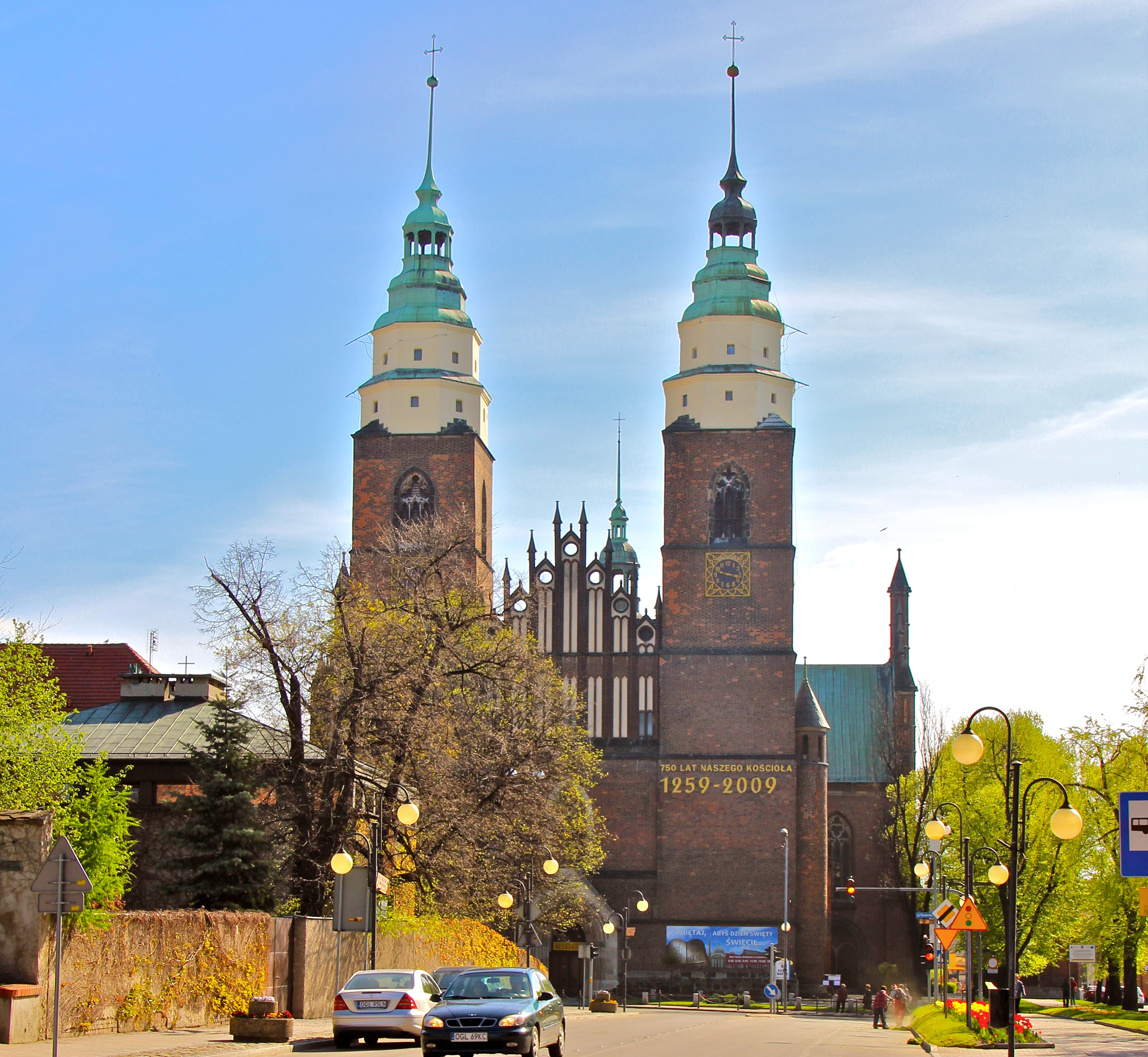
Pfarrkirche „Mariä Geburt“, urkundliche Ersterwähnung 1259

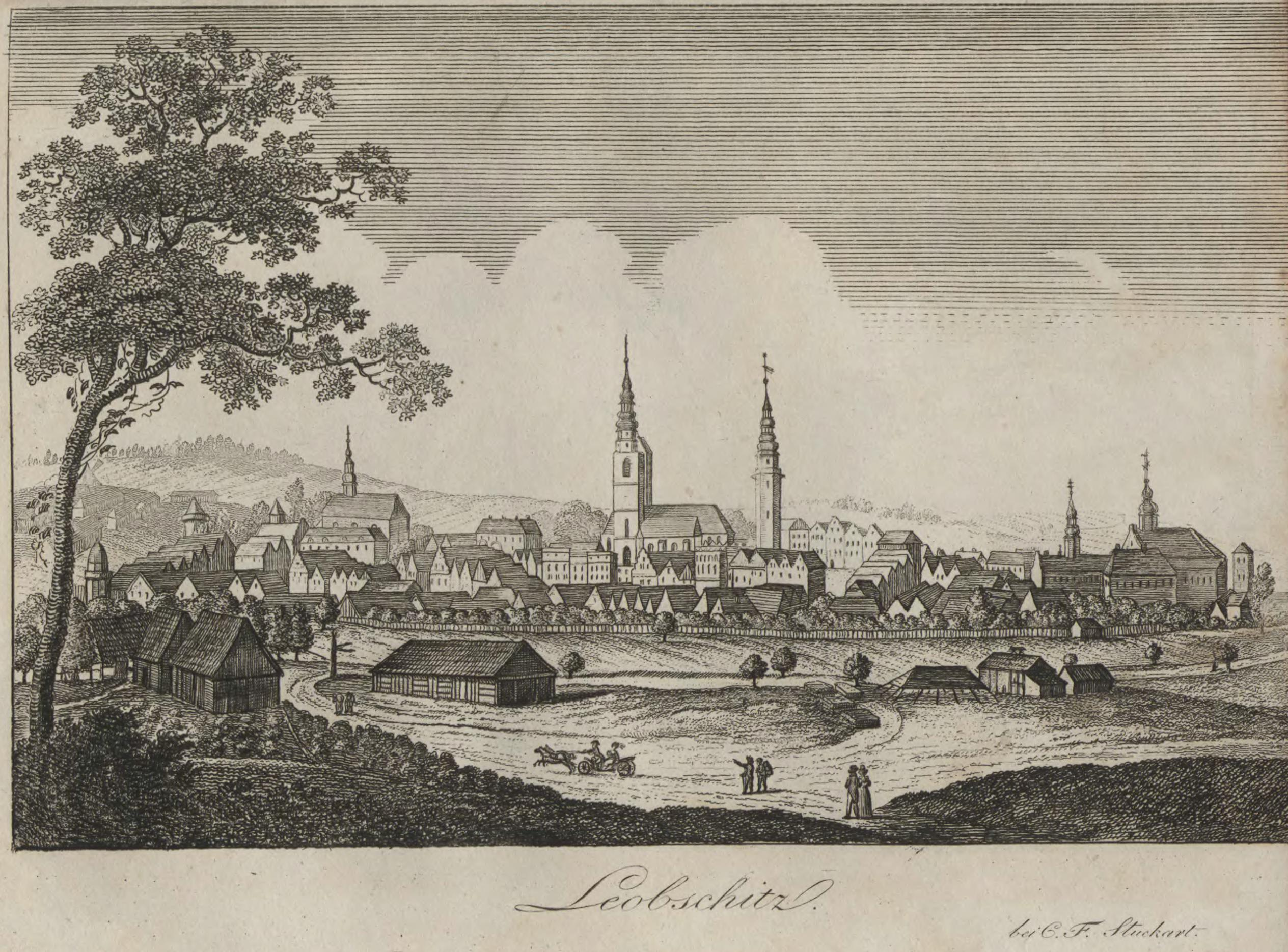
Ansicht von Leobschütz aus dem Jahr 1819

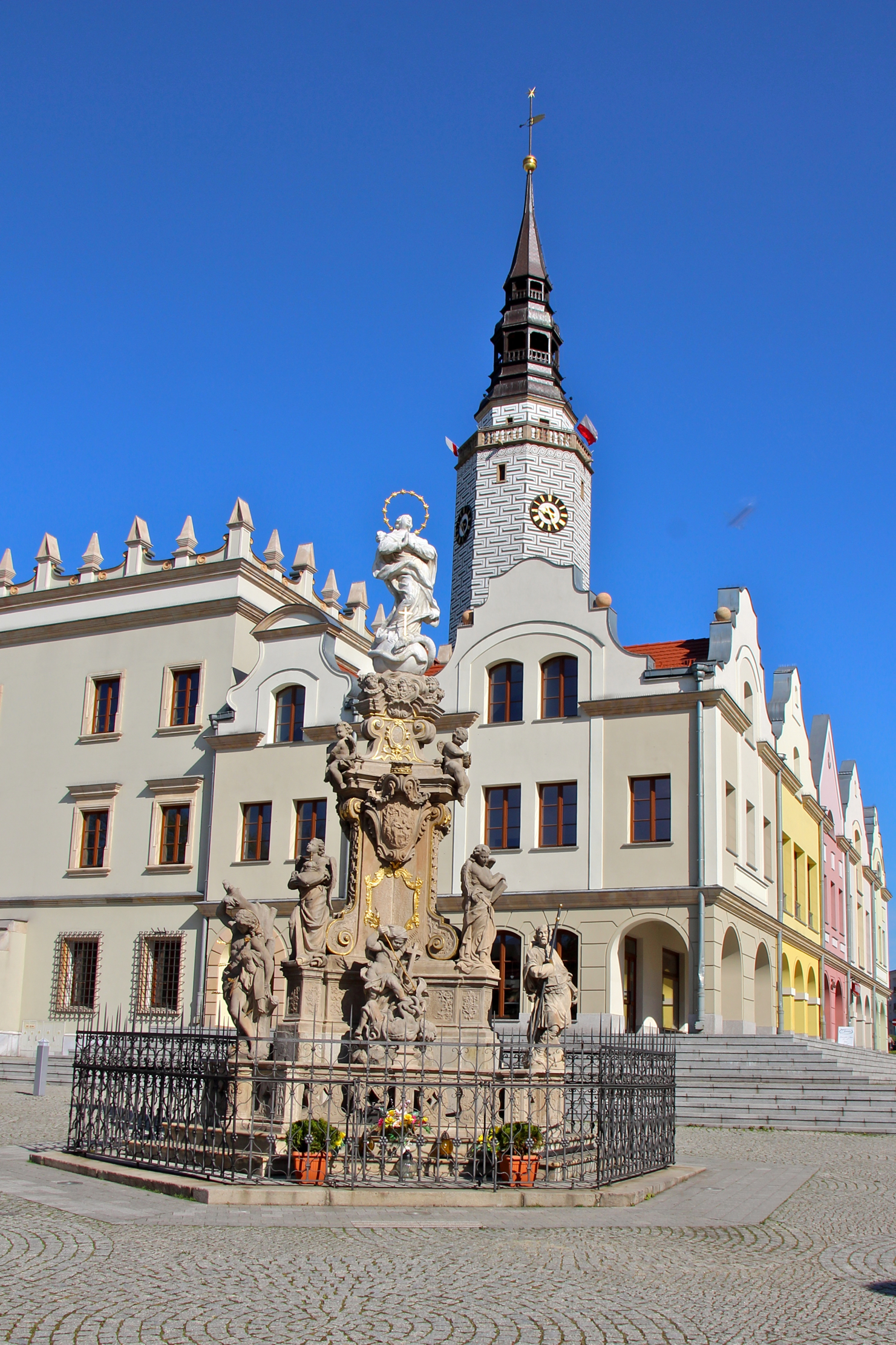
Rekonstruiertes Rathaus mit Mariensäule (Aufnahme 2012)

Die erste urkundliche Erwähnung des zu Mähren gehörenden Ortes „Glubcici“, der über eine hölzerne Burg verfügte, erfolgte 1107. Die Siedlung befand sich auf der rechten Seite der Zinna, die seit dem Glatzer Pfingstfrieden von 1137 die Grenze zwischen Mähren und Schlesien bildete. 1224 ist in der mutmaßlich damals bereits von König Ottokar I. Přemysl nach Magdeburger Recht gegründeten Stadt „Lubschicz“ ein königlicher Zoll nachweisbar. Der genaue Zeitpunkt der Stadtgründung ist nicht bekannt.
1241 wurde die Stadt im Mongolensturm zerstört und nach dem Wiederaufbau auch das linke Ufer des Flusses besiedelt. Von 1253 bis 1626 war Leobschütz Oberhof für zahlreiche mährische Städte und Dörfer, die das vom Magdeburger Recht abgeleitete Leobschützer Recht erhielten, das 1270 vom böhmischen König Přemysl Ottokar II. bestätigt wurde. Bereits 1265 hatte er der Stadt den Stadtwald geschenkt. 1275 erhielt Leobschütz das Meilenrecht. Im September 1278 bestätigte der römisch-deutsche König Rudolf I. Privilegien der Stadt Leobschütz. 1281 stiftete Königin Kunigunde das Johanneshospital. Vor 1282 entstand die Stadtmauer mit Wachtürmen und Wassergraben. Das Patronat über die Pfarrkirche „Mariä Geburt“ kam 1259 an den Johanniterorden von Gröbnig, dessen Komtur von 1282 bis 1591 seinen Sitz in Leobschütz hatte. 1298 erhielt die Stadt weitere Rechte durch den böhmischen König Wenzel II. Im selben Jahr verfügte die Stadt über eine Tuchniederlage sowie ein städtisches Kaufhaus auf dem Ring, an dessen Stelle 1383 das Rathaus entstand. Im Jahre 1421 entstand das in deutscher Sprache verfasste Leobschützer Rechtsbuch, das zum sächsisch-magdeburgischen Rechtskreis gehört. 1433 besaß Leobschütz vorübergehend das Münzrecht.
In den Jahren 1365 bis 1394 und von 1434 bis 1482 bildete Leobschütz das eigenständige Herzogtum Leobschütz, das dem přemyslidischen Zweig des Herzogtums Troppau entstammte. Der letzte Leobschützer Herzog Johann II. († um 1485) stiftete 1448 das Franziskanerkloster. Nach 1482 wurde Leobschütz an das Herzogtum Jägerndorf angegliedert. Unter Markgraf Georg dem Frommen wurde 1523 die Reformation eingeführt, und 1541 wurden die Franziskaner sowie die Juden teilweise gewaltsam vertrieben. Von 1524 bis 1623 war Leobschütz die Hauptstadt des brandenburgischen Fürstentums Jägerndorf. 1558 wurde eine evangelische Schule errichtet.
Während des Dreißigjährigen Kriegs wurde die Stadt stark zerstört, am schwersten 1645 durch die Schweden. Im 18. Jahrhundert gehörte Leobschütz zur Steuerrätliche Inspektion in Neustadt O.S.

### Die preußische Stadt Leobschütz
Nach dem Ersten Schlesischen Krieg fiel Leobschütz 1742 an Preußen. Nachfolgend wurden Teile der Stadtmauer geschleift und der Graben um die Stadt zugeschüttet. Seit 1815 gehörte Leobschütz zur Provinz Schlesien und war ab 1816 dem Landkreis Leobschütz eingegliedert, mit dem es bis 1945 verbunden blieb. Die seit dem Mittelalter betriebene Tuch- und Leinenweberei wurde im 19. Jahrhundert auf maschinellen Fabrikbetrieb umgestellt. Von wirtschaftlicher Bedeutung waren zudem der Flachsanbau sowie die Schafzucht. 1855 erhielt die Stadt Eisenbahnanschluss nach Ratibor, 1873 nach Jägerndorf und 1876 nach Deutsch Rasselwitz. Am Anfang des 20. Jahrhunderts hatte Leobschütz drei katholische Kirchen, eine evangelische Kirche, eine Synagoge, ein Gymnasium, ein katholisches Schullehrerseminar, eine Präparandenanstalt und ein Amtsgericht.
Nach dem Ersten Weltkrieg stimmten bei der Volksabstimmung in Oberschlesien 1921 über 99 % für den Verbleib bei Deutschland. Während des Zweiten Weltkrieges wurde die Stadt Schulungsort für die SS und Sitz einer SA-Sturmabteilung. In der Reichspogromnacht wurde die Synagoge der Stadt niedergebrannt.

### Głubczyce in Polen
Am 18. März 1945 kesselte die Rote Armee den Ort und die darin befindliche 18. SS-Freiwilligen-Panzergrenadier-Division „Horst Wessel“ sowie die 371. Infanterie-Division (Wehrmacht) ein und eroberte ihn am 24. März 1945. Infolge der Kampfhandlungen waren 40 % der Stadt zerstört. Die Rote Armee setzte am 19. Mai 1945 Tadeusz Kopczyński in der Stadt als Verwalter der Volksrepublik Polen ein, worauf der Zuzug von Polen begann. Diese kamen zum Teil aus den im Rahmen der „Westverschiebung Polens“ an die Sowjetunion gefallenen Gebieten östlich der Curzon-Linie.
Für Leobschütz wurde die nach 1945 vorübergehend der Namen Głąbczyce genutzt, der 1946 durch  Głubczyce ersetzt wurde. In der Folgezeit wurden die allermeisten Deutschen vertrieben, wodurch die Einwohnerzahl zunächst deutlich zurückging.
Nach Kriegsende erhob die Tschechoslowakei Ansprüche auf mehrere nieder- und oberschlesische Gebiete, u. a. auch auf das Gebiet um Leobschütz und Ratibor. Durch die beiderseitige Propaganda verschlechterten sich die Beziehungen zwischen beiden Staaten derart, dass der Ausbruch eines bewaffneten Konflikts nur durch eine sowjetische Intervention vermieden werden konnte. Erst mit dem polnisch-tschechischen Grenzvertrag von 1958 wurden die Grenzstreitigkeiten beigelegt. Von 1946 bis 1975 war Głubczyce Sitz des Powiat Głubczycki. Er wurde 1999 wieder neu errichtet.
Im Oktober 2022 wurde das Denkmal für die im Zweiten Weltkrieg gefallenen Soldaten der Roten Armee abgerissen. „Dieses Denkmal ist ein Lügenmonument. Die Sowjets haben 1945 nicht die Freiheit gebracht, sondern eine neue Versklavung“ erklärte Karol Nawrocki, Leiter des polnischen Instituts für Nationales Gedenken (IPN). Zeitgleich wurden auch ähnliche Denkmäler für Gefallene der Roten Armee in Byczyna, Staszów und Bobolice abgerissen.

## Demographie
| Jahr | Einwohner | Anmerkungen                                                                                  |
| ---- | --------- | -------------------------------------------------------------------------------------------- |
| 1787 | 03.123    |                                                                                              |
| 1816 | 03.256    | [ 7 ]                                                                                        |
| 1825 | 04.565    | darunter 167 Evangelische und 94 Juden                                                       |
| 1840 | 06.212    | darunter 392 Evangelische und 130 Juden                                                      |
| 1852 | 07.623    | [ 10 ]                                                                                       |
| 1871 | 10.689    | darunter 900 Evangelische und 250 Juden                                                      |
| 1890 | 12.586    | davon 1.488 Evangelische, 10.754 Katholiken und 341 Juden                                    |
| 1900 | 12.629    | mit der Garnison (vier Schwadronen Husaren Nr. 6), darunter 1.631 Evangelische und 230 Juden |
| 1925 | 12.755    | davon 1.388 Evangelische, 11.180 Katholiken, sechs sonstige Christen und 127 Juden           |
| 1933 | 13.824    | davon 1.427 Evangelische, 12.238 Katholiken, zwei sonstige Christen und 126 Juden            |
| 1939 | 13.452    | davon 1.404 Evangelische, 11.883 Katholiken, sechs sonstige Christen und 44 Juden            |

Balkendiagramm der Einwohnerzahlen bis heute

## Religion
Kirchlich gehörte Leobschütz/Głubczyce bis 1972 zum Bistum Olmütz; seither gehört es zum Bistum Opole.

## Sehenswürdigkeiten

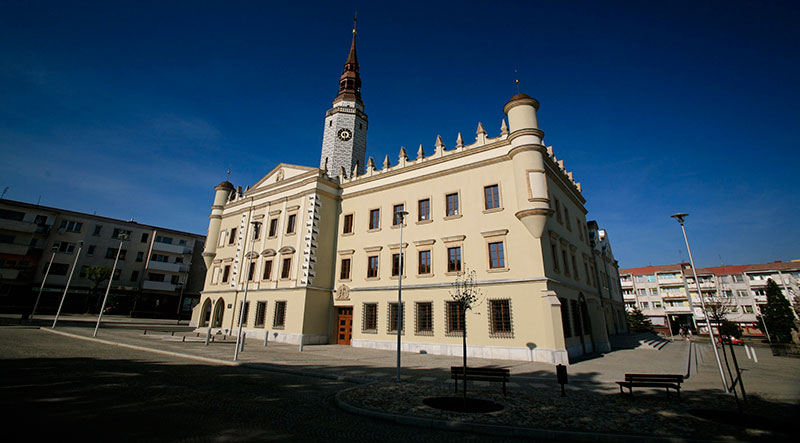
Das rekonstruierte Rathaus am Ring

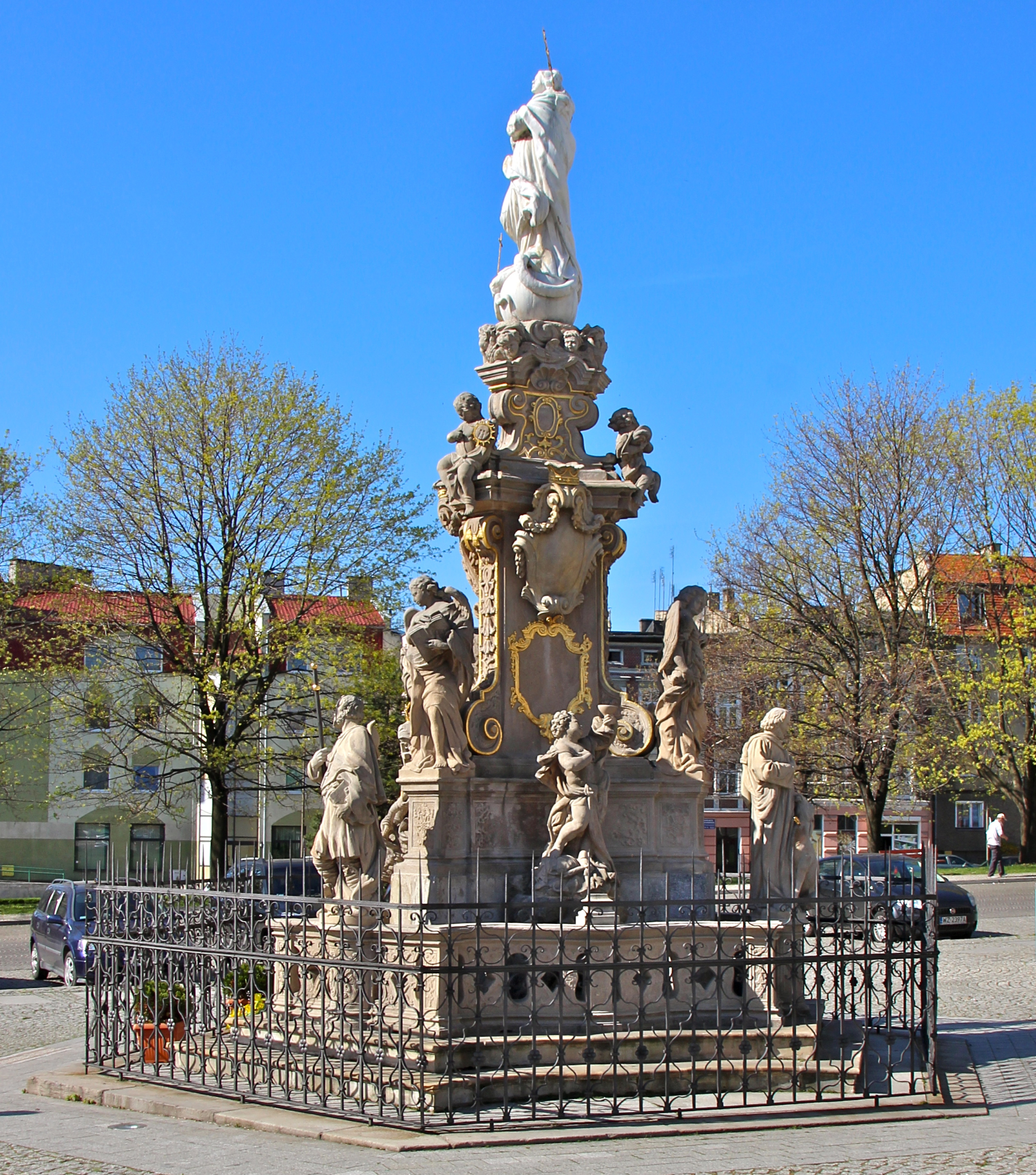
Mariensäule

## Altstadt und Marktplatz
Bemerkenswert ist die Altstadt mit einem in Europa einzigartigen Marktplatz in Viertelkreisform und einem Straßennetz, von denen die ältesten heutige ul. Wodna und ul. Kościelna sind. Die heutige Straße ul. Kozielska wurde auf dem Abschnitt vom Marktplatz bis zum St.-Floriens-Brunnen Pferdemarkt genannt.

### Pfarrkirche Mariä Geburt
Die Pfarrkirche „Mariä Geburt“ wurde erstmals 1259 erwähnt und von 1370 bis 1380 zu einer dreischiffigen Hallenkirche umgebaut. In den Jahren 1903 bis 1907 erfolgte durch den Architekten Max Hasak ein Umbau im Stil der Neugotik.

### Rathaus
Das Leobschützer Rathaus wurde erstmals 1383 erwähnt und nach einem Brand 1603 neu aufgebaut. 1863 bis 1864 erfolgte ein Umbau im Stil der Neugotik, der bei einer erneuten Umgestaltung ab 1930 vereinfacht wurde. Im März 1945 wurde es durch Bombenangriffe zerstört und die Ruine nach dem Krieg bis auf den Turm abgerissen. 2008 wurde das Rathaus mit EU-Fördergeldern in seinem hypothetischen Originalzustand von vor 1863 rekonstruiert. Die für Kriegszwecke eingezogene Rathausglocke, die sich jahrzehntelang in Oldenburg befand, wurde 2009 an ihren Ursprungsort zurückgegeben.

### Mariensäule
Die barocke Mariensäule „Maria Immaculata auf der Erdkugel“ wurde 1738 von dem Kamenzer Bildhauer Anton Jörg geschaffen und 1804 erneuert.

### Franziskanerkloster

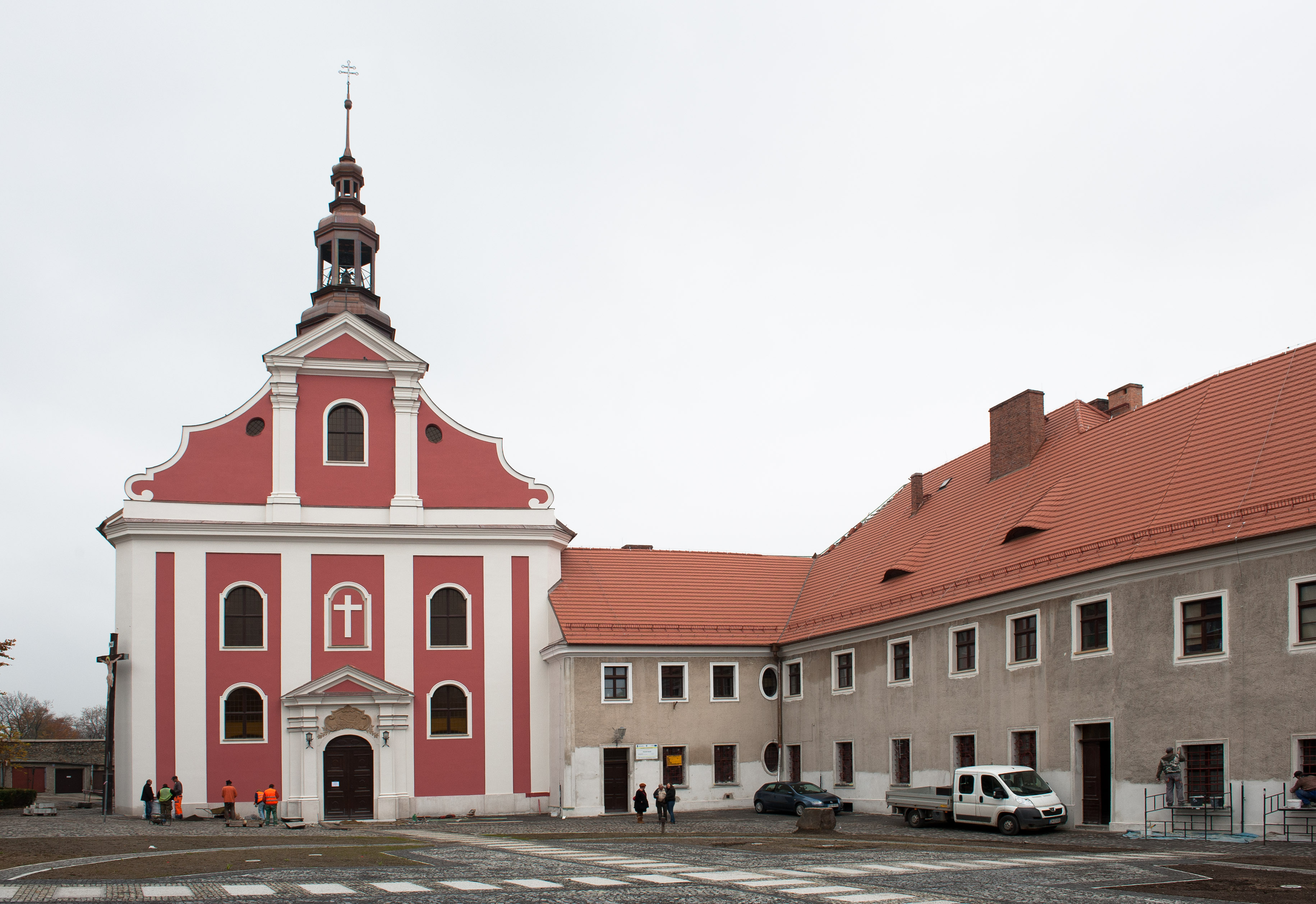
Franziskanerkloster und Klosterkirche St. Ädigius und Bernhard

Das Franziskanerkloster wurde erstmals 1448 gegründet und 1480 als Stiftung des Leobschützer Herzogs Johann II. durch einen gemauerten Bau ersetzt. Von 1541 bis zur Rückkehr der Franziskaner 1667 war das Kloster in protestantischem Besitz. 1753 bis 1770 wurden die Klostergebäude nach Plänen des Prudniker Architekten Johann Innozenz Töpper neu errichtet. 1810 wurde es säkularisiert und nach einem Umbau als Schule genutzt. Ab 1921 war es wiederum im Besitz der Franziskaner. Im Jahre 2002 wurde es renoviert.

### Klosterkirche St. Ägidius und Bernhard
Die Franziskaner-Klosterkirche „St. Ägidius und Bernhard“ von 1480 diente zwischen 1541 und 1667 als protestantisches Gotteshaus. Nach den Zerstörungen im Dreißigjährigen Krieg wurde sie von 1670 bis 1677 wieder aufgebaut. 1756 erfolgte ein Abriss und 1758 mit finanzieller Unterstützung des Fürsten Joseph von Liechtenstein ein Neubau nach Plänen von Johann Innozenz Töpper. Den Hauptaltar und die Kanzel schuf der Ratiborer Bildhauer Anton Oesterreicher, das Gemälde des Hauptaltars stammt vom Brünner Maler Josef Ignaz Havelka.

### Ehemaliger Bahnhof
Der heute verfallene Bahnhof aus deutscher Zeit soll an eine Dampflokomotive erinnern. Der Turm stellt den Schornstein einer Lok, das Erdgeschoss und das erste Geschoss den Kessel und der Deckbau die Lokführerkabine dar. Im Herbst 1989 diente der Bahnhof als Kulisse für die Dreharbeiten zum US-amerikanischen Spielfilm Triumph des Geistes.

### Weitere Sehenswürdigkeiten
- St.-Anna-Kirche von 1776  (ehemals Heilige Dreifaltigkeit), aus dem Jahr 1776, nach dem Zweiten Weltkrieg eine polnische katholische dem heiligen Josef geweihte, 1991 den Katholiken übergebene Kirche in der Sobieskiego-Straße.
- Kapelle der Heiligen Fabian Sebastian und Ursula (Kaplica ŚŚ Fabiana, Sebastiana i Urszuli) von 1501, ein spätgotischer Saalbau, im Inneren eine spätbarocke Gruppe Christus mit Engeln auf dem Ölberg,
- Neun Wehrtürme und die Reste der Stadtmauer (mury obronne), errichtet 1253–82, in den darauf folgenden drei Jahrhunderten verstärkt.
- Der Jüdische Friedhof, ul. Wrocławska, bestand von 1890 bis 1939.

### Ehemalige Gebäude

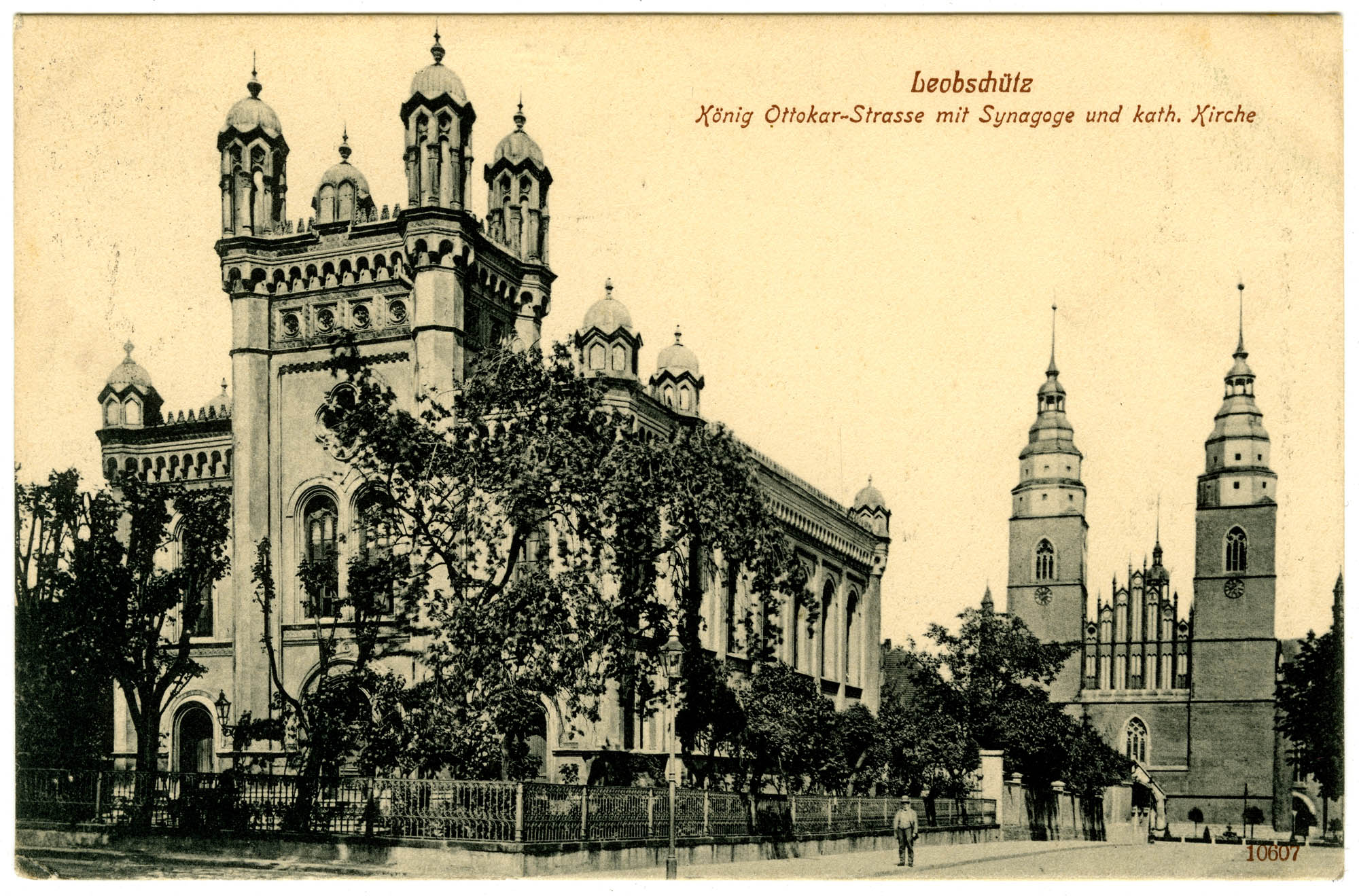
Synagoge in Głubczyce, 1938 zerstört

Die Synagoge Leobschütz an der König-Ottokar-Straße wurde in den Jahren 1864 und 1865 errichtet und war das Gotteshaus und der spirituelle und kulturelle Mittelpunkt der jüdischen Gemeinde der Stadt. Sie wurde in der Reichspogromnacht vom 9. auf den 10. November 1938 von Nazi-Schergen niedergebrannt und zerstört. Heute befindet sich an dieser Stelle eine unbebaute Wiese mit einem hieran erinnernden Gedenkstein.
Die 1787 erbaute Evangelische Kirche wurde 1955 im Auftrag der polnischen Behörden abgerissen.

## Verkehr
Durch Głubczyce führen zwei überörtliche Straßen, darunter die Landesstraße Droga krajowa 38 sowie die Woiwodschaftsstraße Droga wojewódzka 416.
Die Stadt verfügt heute über keinen Anschluss mehr an das Eisenbahnnetz. Bis zur Stilllegung der Bahnstrecke lag die Stadt an den Schienen der Bahnstrecke Racibórz–Krnov. Ursprünglich existierte ebenfalls eine Verbindung nach Deutsch Rasselwitz im Landkreis Neustadt O.S. über die Bahnstrecke Głubczyce–Racławice Śląskie.

## Politik

### Stadtverwaltung
Bürgermeister der Stadt ist Adam Krupa (2023).

### Das Stadtwappen
Das Wappen von Głubczyce zeigt einen silbernen Engel vor einem geteilten rot-goldenen Hintergrund, der als Schildhalter und Gemeine Figur zwei weitere Schilde (Wappen) in den Händen hält. Es geht zurück auf alte Siegel der Stadt aus dem 16. Jahrhundert. Der von dem Engel gehaltene heraldisch rechte Schild zeigt den Böhmischen Löwen, als aufgerichteten, links gewendeten, doppelgeschwänzten und goldgekrönten silbernen Löwen vor einem roten Hintergrund. Über ihm einen goldenen Stern. Der vom Engel gehaltene heraldisch linke Schild zeigt drei zum Dreieck angeordnete silberne Bootshaken vor einem blauen Hintergrund. Dieses Wappen war das Wappen der Leobschützer Vogtei und wurde ins Wappen der Stadt übernommen, als die Stadt die Vogtei erworben hat.

### Die Stadt- und Land-Gemeinde
Die Stadt-und-Land-Gemeinde (gmina miejsko-wiejska) Głubczyce erstreckt sich über eine Fläche von 294,33 km² und umfasst neben der Stadt weitere 45 Dörfer mit Schulzenämtern.

### Partnerstädte und -gemeinden
- Krnov, Tschechien
- Město Albrechtice, Tschechien
- Rockenhausen, Deutschland
- Rusín, Tschechien
- Saint-Rémy-sur-Avre, Frankreich
- Sbarasch, Ukraine

## Wirtschaft
Die beiden größten Firmen vor Ort sind die Molkerei Okręgowa Spółdzielnia Mleczarska OSM  und der Produzent für Heizungszubehör Galmet. OSM ist die Bezirksmolkereigenossenschaft die Milchproduzenten aus Głubczyce und den umliegenden Städten in den Woiwodschaften Oppeln und Schlesien vereint. Die Genossenschaft verarbeitet jährlich 20 Millionen Liter Milch und beschäftigt 100 Mitarbeiter. Zu den Produkten gehören verschiedene Sorten Milch, Sahne, Joghurt, Buttermilch, Kefir und Hüttenkäse. Galmet  beschäftigt über 700 Mitarbeiter in Hallen mit einer Fläche von über 22.000 m². Das Unternehmen stellt elektrische Warmwasserbereiter, Kessel mit zentraler Heizschlange, bivalente Wärmetauscher, kombinierte Wärmespeicher, Pufferspeicher und ökologische Zentralheizungskessel sowie Solarkollektoren oder Wärmepumpen her.

## Sport
Der Sportklub Polonia Głubczyce wurde 1945 gegründet. Größte Erfolge sind Aufstiege in die dritte Fußballliga und die Teilnahme am polnischen Pokal.

## Persönlichkeiten

### Söhne und Töchter der Stadt
- Martin Kinner von Scherffenstein (1534–1597), deutscher Kirchenlieddichter
- Georg Reimann (1570–1615), deutscher Dichter und Rhetoriker
- Tobias Aleutner (1574–1633), Gelehrter, Prediger und humanistischer Dichter
- Georg von Frantzke (1594–1659), Jurist und Hofbeamter
- Wenzel Scherffer von Scherffenstein (≈1603–1674), Barockdichter und Übersetzer
- Heinrich Emanuel Grabowski (1792–1842), schlesischer Apotheker und Botaniker; nach ihm ist die Grabowskis Brombeere benannt
- Franz Engel (1799–1877), liberaler Reichstagsabgeordneter
- Cäsar Klose (1813–1879), Richter und Parlamentarier
- Karl Schulz (1820–1909), preußischer Generalmajor
- Gustav Veit (1824–1903), Gynäkologe
- Moritz Schulz (1825–1904), Bildhauer
- Ludwig Hollaender (1833–1897), deutscher Zahnmediziner[16][17]
- Gustav Unkart (1842–1898), kaufmännischer Organisator
- Carl Oswald Bulla (1855–1929), Fotograf in Russland und Estland[18]
- Gustav Hollaender (1855–1915), Komponist und Dirigent, Bruder des Felix
- Adolf Weißler (1855–1919), Jurist, Notar und Rechtsanwalt
- Rudolf Peter (1857–1918), deutscher Bibliothekar, Klassischer Philologe und Religionswissenschaftler
- Arthur König (1859–1945), Oberlandforstmeister
- Max Vosberg-Rekow (1860–1937), Industrie- und Handelsverbandsfunktionär
- Richard König (1863–1937), Bildhauer
- Victor Hollaender (1866–1940), Komponist und Dirigent
- Felix Hollaender (1867–1931), Schriftsteller und Dramaturg
- Ludwig Fraenkel (1870–1951), Gynäkologe
- Karl Kroemer (1871–1956), Weinbauwissenschaftler
- Helene Bernhardt (1873–nach 1908), Schriftstellerin
- Alexander Heinz Flessburg (1874–1936), Militärmusiker und SS-Obersturmführer
- Paul Ondrusch (1875–1952), deutscher akademischer Bildhauer
- Ferdinand Piontek (1878–1963), römisch-katholischer Titularbischof und apostolischer Administrator von Görlitz
- Karl Schabik (1882–1945),  Architekt, Stadtplaner und kommunaler Baubeamter
- Fritz Worm (1887–1940), deutscher Buchhändler und Rundfunkpionier
- Lothar Neumann (1891–1963), Oberpostbaurat, Architekt und Lehrbeauftragter in Breslau
- Ernst Meyer (1892–1969), Politiker (SPD), MdB
- Kurt Kremser (1895–nach 1963), deutscher politischer Aktivist
- Robert Wanke (1896–1962), Chirurg
- Hans Schindler (1907–1986), deutscher Maler und Grafiker
- Aloys Bernatzky (1910–1992), deutscher Landschafts- und Gartenarchitekt
- Joachim von Seydlitz-Kurzbach (1911–2005), deutscher Brigadegeneral des Heeres der Bundeswehr, Angehöriger des Bundesnachrichtendienstes
- Erwin Félix Lewy-Bertaut (1913–2003), französischer Kristallograph
- Erika Müller-Fürstenau (1924–1986), deutsche Schauspielerin
- Georg-Michael Wagner (1924–2008), deutscher Schauspieler
- Joachim Gnilka (1928–2018), katholischer Theologe und Exeget
- Ellinor Symmangk (1931– 2004), deutsche Industrie-Designerin und Porzellankünstlerin
- Wolfgang Nastainczyk (1932–2019), katholischer Theologe und Religionspädagoge
- Lieselotte Seibel-Emmerling (* 1932), deutsche Politikerin (SPD), MdEP
- Stefanie Zweig (1932–2014), deutsche Schriftstellerin
- Eberhard Prause (1938–2023), deutscher Priester und Rundfunkbeauftragter
- Elmar Kupke (1942–2018), deutscher Aphoristiker und Stadtphilosoph
- Otfried Höffe (* 1943), deutscher Philosoph
- Adam Lipiński (* 1956), polnischer Politiker
- Marius Jurczyk (* 1985), deutscher Fußballspieler
- Justyna Kasprzycka (* 1987), polnische Leichtathletin
- Agnieszka Wojtkowska (* 1987), polnische Badmintonspielerin
- Aneta Wojtkowska (* 1991), polnische Badmintonspielerin

### Weitere mit der Stadt verbundene Persönlichkeiten
- Matthäus Apelt (1594–1648), Komponist und Kirchenlieddichter, Lehrer und Kantor in Leobschütz
- August Wissowa (1797–1868), Direktor am Gymnasium zu Leobschütz
- Georg Heinrich Kruhl (1798–1870), Direktor des katholischen Gymnasiums in Leobschütz
- Anton Kahlert (1804–1880), Gymnasialoberlehrer in Leobschütz
- Theodor Heimbrod (1821–1882), Staatsanwalt am Kreisgericht in Leobschütz
- Julius Möllendorf (1821–1895), Militärmusiker und Komponist, Gerichtsreferendar in Leobschütz
- Carl Rudolf Pfahl (1822–1901), Spezialkommissar in Leobschütz
- August Potthast (1824–1898), Mittelalterhistoriker und Bibliothekar, starb in Leobschütz
- Carl Bischoff (1835–1900), Landrat in Leobschütz
- Johannes Simon Nikel (1863–1924), Gymnasiallehrer in Leobschütz
- Chrysogonus Reisch (1870–1923), Franziskaner und Historiker, verstarb in Leobschütz
- Carl Drolshagen (1871–1934), Regierungs- und Kulturrat in Leobschütz
- Ernst Bednara (1881–1956), Lehrer und Studienrat in Leobschütz
- Hugo Eichhof (1888–1977), Lehrer und Heimatkundler in Leobschütz

### Bekannte Absolventen des Gymnasiums Leobschütz
- Anton Joseph Stein (1773–1844), österreichischer Pädagoge und Philologe
- Carl Johann Herber (1788–1853), katholischer Theologe
- Vincenz Kollar (1797–1860), österreichischer Zoologe, Entomologe und Publizist
- Carl Schneeweiß (1808–1887), Prior der Jesuiten
- Wilhelm Wolff (1813–1875), Richter und Politiker
- Wilhelm von Knobelsdorff (1825–1908), preußischer Generalmajor und Genealoge
- Carl Szmula (1828–1890), deutscher Arzt
- Johannes Maria Assmann (1833–1903), katholischer Geistlicher und Feldpropst (Militärbischof) der preußischen Armee
- Wilhelm Atanazy Kloske (1852–1925), Weihbischof des Bistums Gnesen-Posen
- Joseph Bitta (1856–1932), Politiker
- Johannes Chrząszcz (1857–1928), Priester und schlesischer Heimatforscher
- Karl Perseke (1843–1907), Landwirtschaftslehrer und Fachbuchautor
- Karl Augustin (1847–1919), Weihbischof von Breslau
- Eduard Beyer (1854–1926), Jurist und Politiker
- Hermann Richtarsky (1857–1944), Landwirt und Politikerv
- Franz Strzoda (1857–1928), Politiker
- Joseph Wilpert (1857–1944), Christlicher Archäologe
- Max Zell (1866–1943), Industrieller
- Edgar Wolf, Seelsorger und Politiker
- Georg Knoll (1888–1945), Verwaltungsjurist und Regierungspräsident in Breslau
- Herbert Preisker (1888–1952), Theologe und Hochschullehrer
- Emil Franzke (1895–1984), Landwirt und Politiker
- Franz Beier (1898–1957), Politiker
- Richard Bittmann (1895–1944), Jurist und Opfer des Naziregimes
- Helmut Schoppa (1907–1980), deutscher Archäologe
- Georg Moch (1920–1968), Jurist und Polizeibeamter